# Centropogon dombeyanus
Centropogon dombeyanus är en klockväxtart som först beskrevs av Karel Presl, och fick sitt nu gällande namn av Franz Elfried Wimmer. Centropogon dombeyanus ingår i släktet Centropogon och familjen klockväxter. Inga underarter finns listade i Catalogue of Life.